# Sabden
Sabden is een civil parish in het bestuurlijke gebied Ribble Valley, in het Engelse graafschap Lancashire met 1422 inwoners.